# Leon Kantorski
Leon Kantorski (ur. 31 marca 1918 w Domaradzicach, zm. 26 lipca 2010 w Grodzisku Mazowieckim) – polski ksiądz kanonik, publicysta. W latach 1964–1991 proboszcz parafii św. Krzysztofa w Podkowie Leśnej.

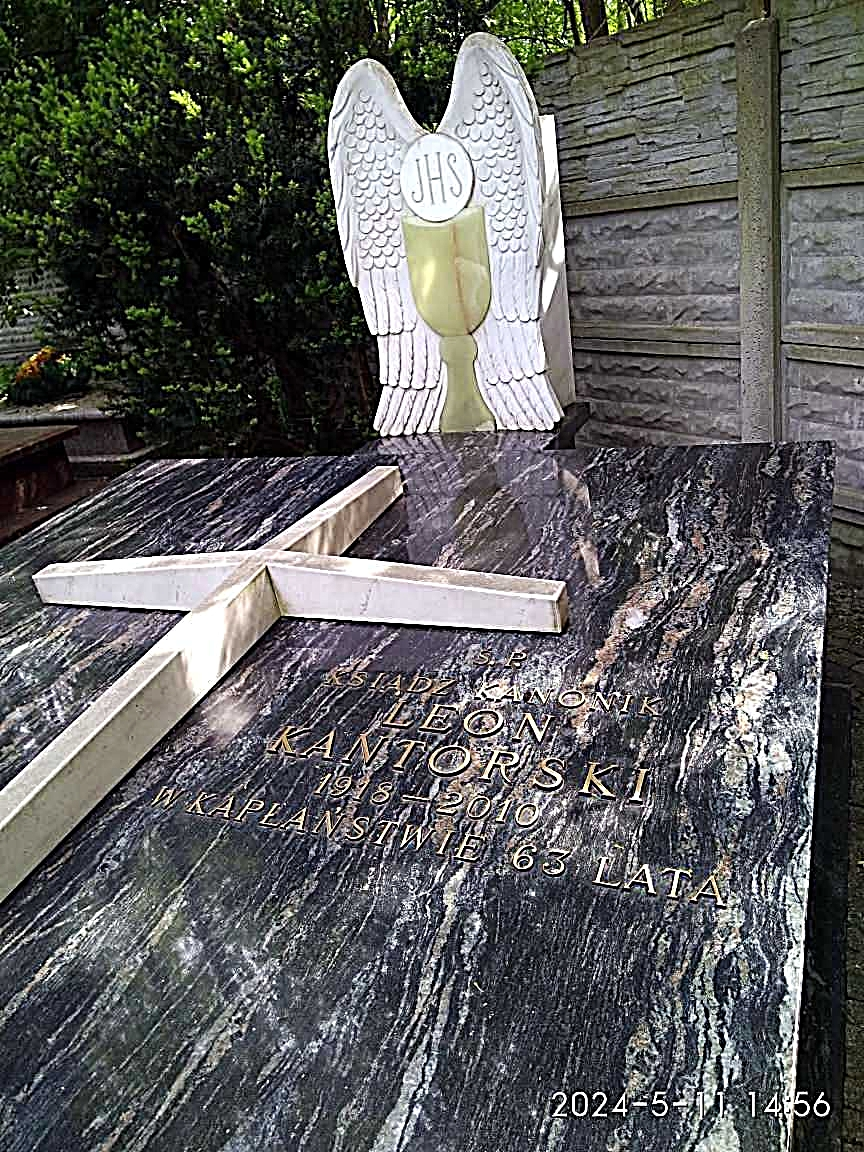
Nagrobek ks. Leona Kantorskiego na cmentarzu w Podkowie Leśnej, zdjęcie z 11 maja 2024

## Życiorys
Święcenia kapłańskie przyjął 3 lipca 1947 w Paryżu z rąk kardynała Emmanuela Suharda. W 1960 został inkardynowany do archidiecezji warszawskiej.
Był prekursorem wprowadzenia do liturgii w polskim kościele nowoczesnej muzyki rockowej, to właśnie w jego parafii miało miejsce premierowe wykonanie Mszy beatowej „Pan przyjacielem moim” w wykonaniu zespołu Czerwono-Czarni skomponowanej przez Katarzynę Gärtner, następnie wielokrotnie wykonywaną przez miejscowy zespół o nazwie „Trapiści”.
Szczególną wagę przykładał do pracy z dziećmi i młodzieżą. Z jego inicjatywy powstał ruch „Świetlików”, wzorowany na przedwojennym harcerstwie, działający w Podkowie Leśnej w latach 1973–1991. Również dzięki zaangażowaniu ks. Leona, do którego młodzież zwracała się „Bracie”, podkowiańska plebania była ostoją lokalnego ruchu oazowego, w połowie lat osiemdziesiątych liczyła ona ok. 150 osób, nie tylko z Podkowy, ale też miast okolicznych.
W czasach PRL-u wspierał działalność Terenowego Komitetu Oporu NSZZ „Solidarność”. W 1980 w jego parafii zorganizowano głodówkę w proteście przeciw uwięzieniu Mirosława Chojeckiego, za co później był represjonowany przez Służbę Bezpieczeństwa. Krótko internowany podczas stanu wojennego. W 1991 przeszedł na emeryturę. W tym samym roku nagrodzony honorową odznaką „Zasłużonego dla Podkowy Leśnej”. W ogrodzie przykościelnym ustawił pierwszy w Polsce pomnik katyński nazwany Kalwarią Polską (projekt J. Kaliny).

## Odznaczenia
28 maja 1998 został odznaczony Krzyżem Oficerskim Orderu Odrodzenia Polski.